# Epanthidium
Epanthidium is een geslacht van vliesvleugelige insecten van de familie Megachilidae.

## Soorten
- E. anisitsi (Schrottky, 1908)
- E. araranguense Urban, 2006
- E. aureocinctum Urban, 1992
- E. autumnale (Schrottky, 1909)
- E. bertonii (Schrottky, 1905)
- E. bicoloratum (Smith, 1879)
- E. boharti Stange, 1983
- E. bolivianum Urban, 1992
- E. confusum (Smith, 1879)
- E. chapadense Urban, 2006
- E. desantisi Urban, 1992
- E. dilmae (Urban, 1991)
- E. erythrocephalum (Schrottky, 1903)
- E. flavoclypeatum Urban, 2006
- E. inerme (Friese, 1908)
- E. joergenseni (Friese, 1908)
- E. maculatum Urban, 1992
- E. nectarinioides (Schrottky, 1903)
- E. nigrescens (Friese, 1906)

- E. paraguayense (Schrottky, 1908)
- E. sanguineum (Friese, 1908)
- E. tigrinum (Schrottky, 1905)
- E. trichura (Moure & Urban, 1991)
- E. trilobatus Urban, 1992
- E. tuberculatum Urban, 1992